# Occlusione venosa retinica
Le  occlusioni venose retiniche  in campo medico, sono un gruppo di malattie che riguardano un'interruzione del flusso venoso nella retina, dopo il diabete mellito costituiscono, a livello vascolare, le patologie retiniche più diffuse.

## Epidemiologia
Tali patologie si manifestano principalmente nei mesi invernali, per quanto riguarda l'incidenza legata al sesso, gli uomini mostrano una leggera maggioranza rispetto alle donne. L'età di maggiore incidenza cambia a seconda della forma (per quella ischemica ad esempio è più diffusa a partire dalla sesta decade di età), in ogni caso tali patologie si manifestano a qualunque età.

## Eziologia
Le cause sono principalmente dovute a:
- Una compressione provocata dall'esterno
- Una qualunque forma di lesione parietale
- Anomalie del flusso sanguigno

## Tipologia
Si notano diverse forme:
- Forma edematosa (la più lieve)
- Forma ischemica (la più grave)
- Forme miste (un insieme di varietà con sintomatologia diverse)

## Sintomatologia
Fra i sintomi e i segni clinici ritroviamo emorragia, papilledema, edema retinico, la loro gravità e manifestazione è correlata alla forma.

## Terapia
Il trattamento mira a curare la forma eziologica, inoltre si somministrano anticoagulanti, antiaggreganti piastrinici, fibrinotici ed emoreologici.